# Флора Северной Македонии

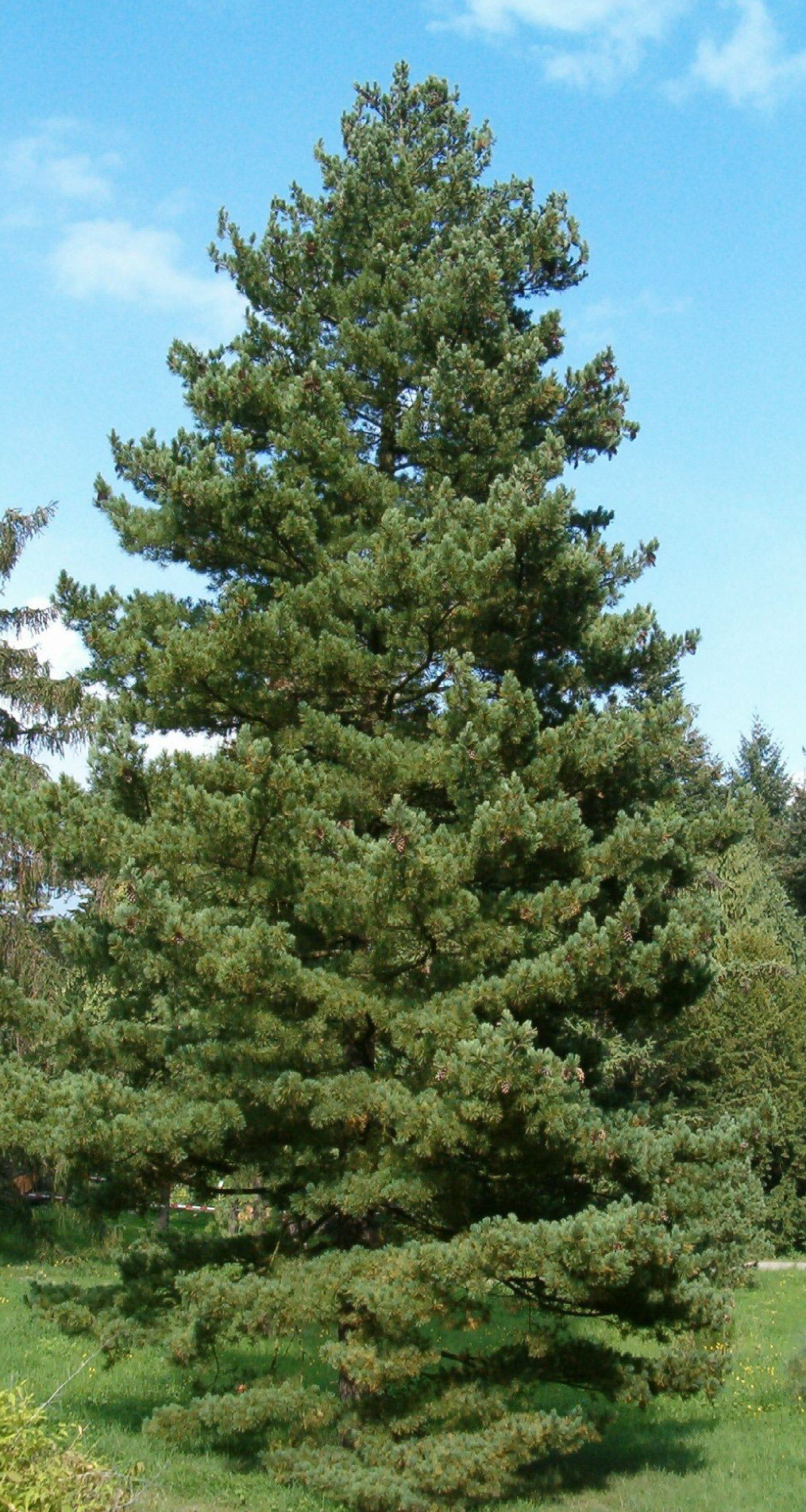
Сосна румелийская — одно из самых распространённых деревьев Северной Македонии.

Флора Северной Македонии представлена примерно 210 семействами, 920 родами и 3700 видами растений. Наиболее распространенной является группа цветковых растений, которая включает около 3200 видов, затем идут мхи (350 видов) и папоротниковидные (42 вида).

## Численное распределение семейств, родов и видов растений
Все роды и виды растений, найденные в Северной Македонии, представлены учёным Кирилом Мцевским, одним из основателей северомакедонской ботаники, в книге «Флора на Република Македонија».
| Группа                                      | Семейств   | Родов       | Видов         | Подвидов      | Всего         |
| ------------------------------------------- | ---------- | ----------- | ------------- | ------------- | ------------- |
| Печёночные мхи                              | 29         | 42          | 66            | -             | -             |
| Антоцеротовидные                            | 1          | 1           | 1             | -             | -             |
| Мхи                                         | 34         | 124         | 330           | -             | -             |
| Плауновидные                                | 3          | 5           | 6             | -             | 6             |
| Хвощёвые                                    | 1          | 1           | 7             | 13            | 20            |
| Папоротниковидные                           | 15         | 21          | 42            | 18            | 60            |
| Голосеменные                                | 4          | 6           | 15            | 7             | 22            |
| Цветковые растения *Двудольные *Однодольные | 120 102 18 | 720 565 155 | 3200 2600 600 | 1700 1500 200 | 4900 4100 800 |
| Всего                                       | 210        | 920         | 3700          | 1740          | 5350          |

## Леса

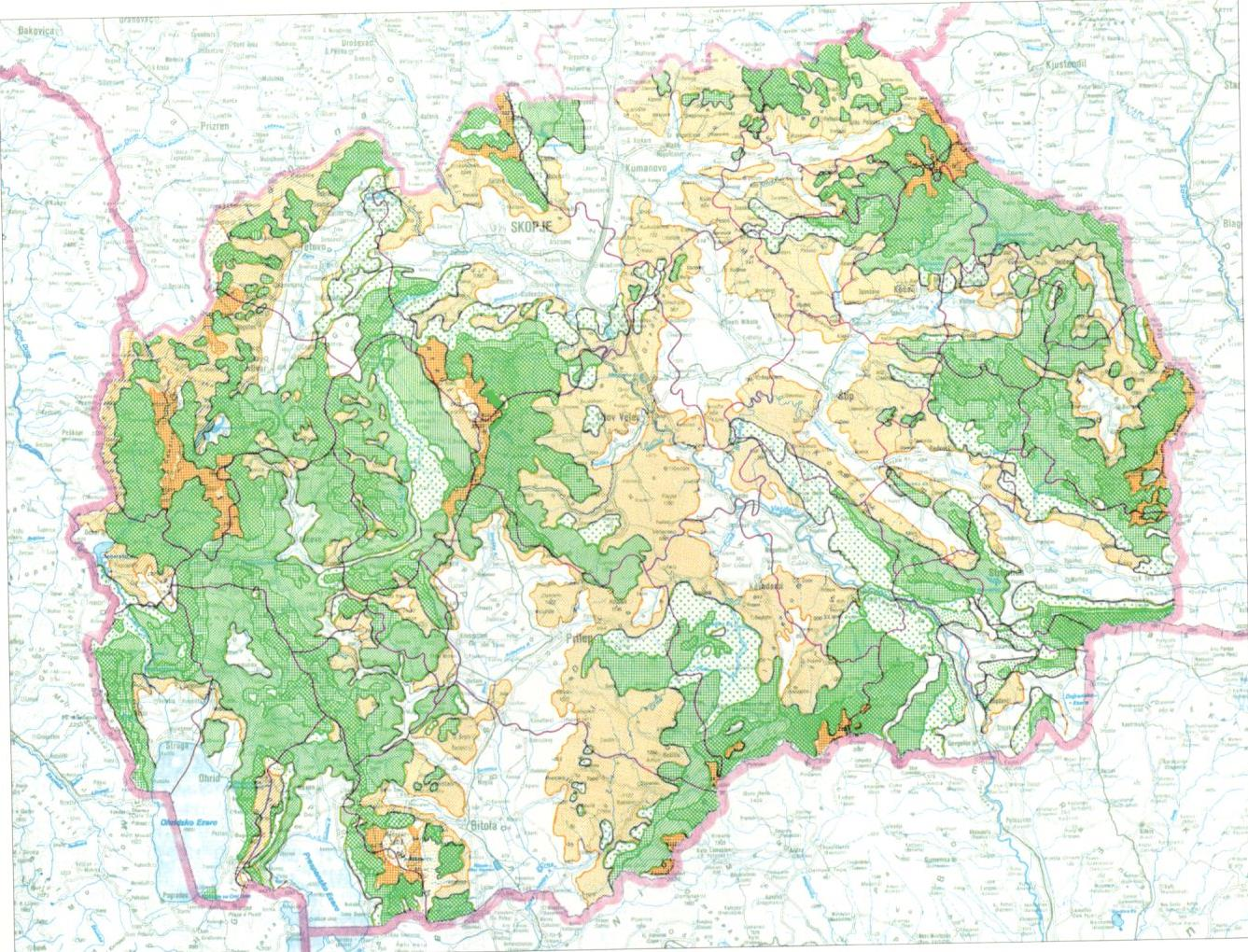
Карта растительности в Северной Македонии

В Северной Македонии леса занимают около 50 % всей территории В них растут широколиственные и хвойные деревья. Из типов лесов распространены дубово-грабовые с примесью клёна, липы, сосны, буковые и буково-пихтовые. На крайнем юго-востоке встречается вечнозелёная субтропическая растительность. Одним из самых распространённых деревьев является сосна румелийская, которая упоминается во многих народных песнях. Из видов дуба распространены дуб Фрайнетто и дуб австрийский. Ель также характерна для македонских лесов.
Согласно данным WWF и цифровой карты экологических регионов Европы, территорию республики можно разделить на четыре экорегиона: Пиндовые горы смешанных лесов, Балканские смешанные леса, Родосские смешанные леса и Эгейские смешанные леса.

## Эндемики
В Северной Македонии насчитывается более 100 эндемичных видов сосудистых растений, среди которых шалфей Юрисича, тюльпаны Tulipa marianae и Tulipa scardica, фиалки Viola allchariensis и Viola arsenica, тимьяны Thymus oehmianus и Thymus skopjensis, шафран Crocus jablanicensis, солнцецвет Helianthemum marmoreum, наголоватка Jurinea micevskii, цмин Helichrysum zivojinii, молодило Sempervivum thompsonianum, ястребинка Hieracium renatae, костенец Asplenium macedonicum, овсяница Festuca galicicae, айра Aira scoparia.